# ダナエ (ティツィアーノ、プラド美術館)
『ダナエ』（伊: Danae, 西: Dánae, 英: Danaë）は、イタリアのルネサンス期のヴェネツィア派の巨匠ティツィアーノ・ヴェチェッリオが1560年から1565年ごろに制作した絵画である。油彩。ギリシア神話の英雄ペルセウスの母となったダナエの物語を主題としている。ティツィアーノおよび工房がほぼ同一の構図を用いて制作した一連の『ダナエ』の作品群の1つ。以前はスペイン国王フェリペ2世のために制作された、オウィディウスの『変身物語』に基づく神話画連作《ポエジア》の1点と考えられていたが、今日では《ポエジア》のバージョンはロンドンのアプスリー・ハウスのバージョンであり、本作品は宮廷画家ディエゴ・ベラスケスがイタリア旅行の際に購入したものであると考えられている。現在はマドリードのプラド美術館に所蔵されている。

## 主題
ギリシア神話によると、ダナエはアルゴス王アクリシオスの娘として生まれた。ダナエは美しく成長したが、孫に殺されるであろうと神託で予言された父アクリシオスによって、青銅の部屋に幽閉された。しかし彼女に恋をしたゼウス（ローマ神話のユピテル）は黄金の雨となってダナエに降り注ぎ、それによってダナエと交わった。その後、ダナエは後の英雄ペルセウスを出産したが、アクリシオスはこれを発見し、彼女とその息子を箱の中に入れて海に流した。

## 制作背景

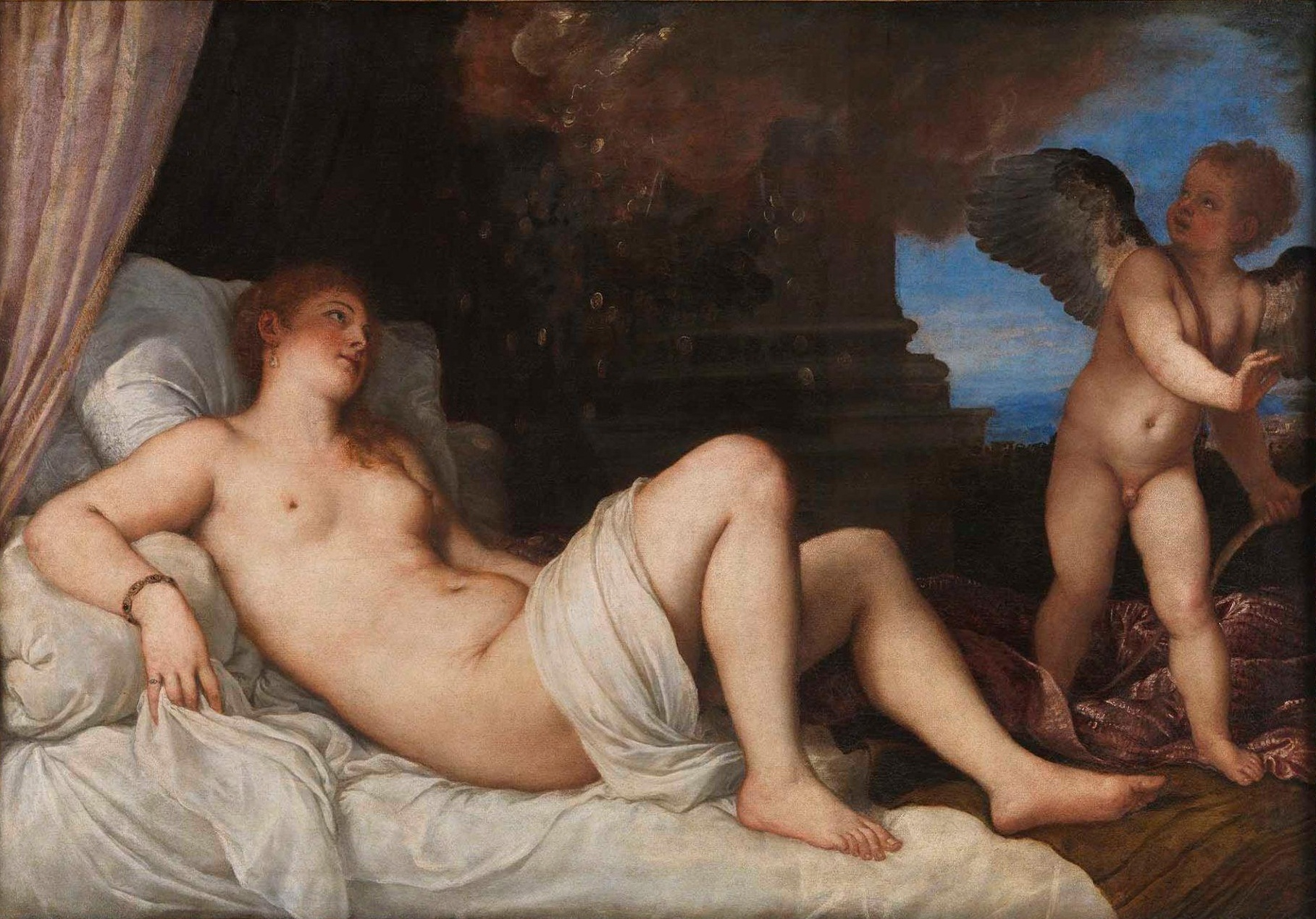
カポディモンテ美術館のバージョン。

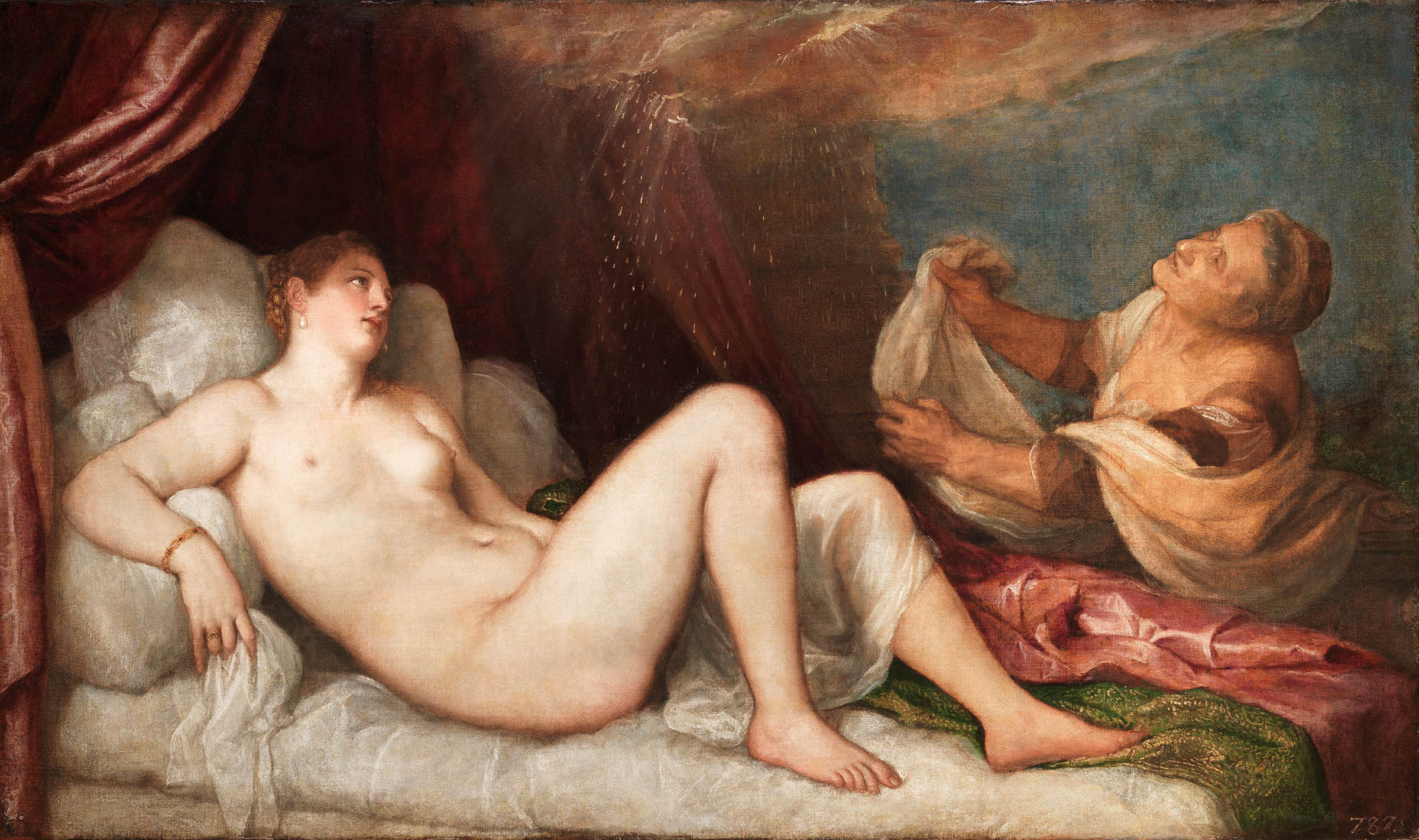
アプスリー・ハウスのバージョン。もともと《ポエジア》のうちの1点であったと考えられている。画面上部が切断されていることが後代の模写により判明している。

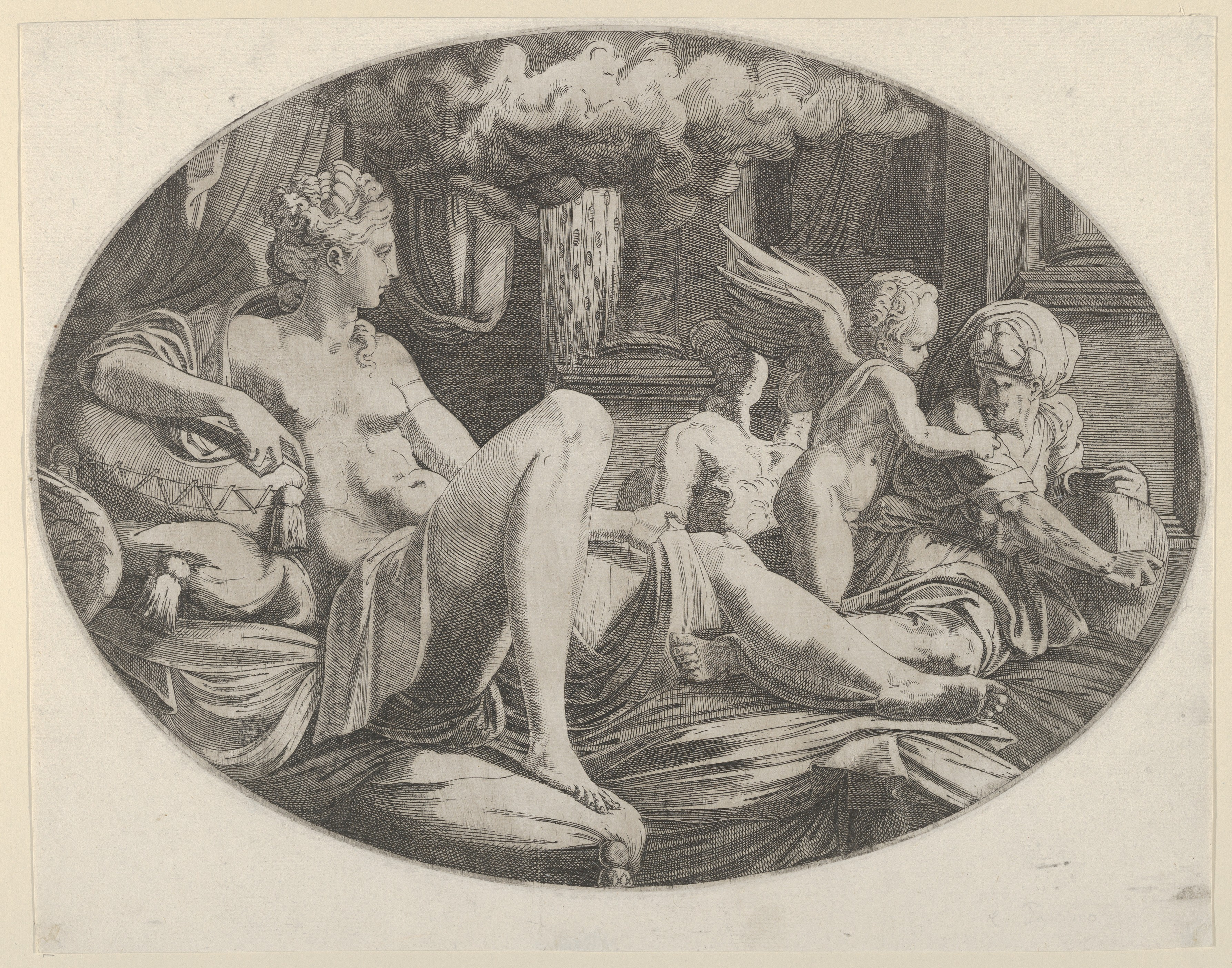
フランチェスコ・プリマティッチオに基づくレオン・ダーウェのエングレーヴィング。1542年から1547年ごろ。

ティツィアーノは1544年から1545年にかけて、ローマで枢機卿アレッサンドロ・ファルネーゼのために枢機卿と高級娼婦との恋愛に言及した最初の『ダナエ』を制作した（カポディモンテ美術館のバージョン）。この『ダナエ』はフェリペ2世のために制作された《ポエジア》のバージョンの原型となった。フェリペ2世が《ポエジア》のバージョンを受け取ったのは1553年のことである。この作品はアルカサル王宮、ブエン・レティーロ宮殿に保管されたのち、1808年から1814年のスペイン独立戦争後に国王フェルナンド7世が初代ウェリントン公爵アーサー・ウェルズリーに贈呈されることになる（アプスリー・ハウスのバージョン）。このバージョンはもともと『ヴィーナスとアドニス』（Venere e Adone）とほぼ同じサイズであったが、18世紀の終わりに画面上部を3分の1ほど切断された。史料の記述とフランドルの複製は、切断部分にゼウスの顔とアトリビュートの雷と鷲が描かれていたことを示している。
《ポエジア》のバージョンから数年後、ティツィアーノは新たに現在のプラド美術館のバージョンを制作した。この作品の顧客が誰であったかは現在のところ不明である。しかし、それ以降に複製された美術史美術館やエルミタージュ美術館のバージョンと比較すると、その品質がはるかに高いため、ティツィアーノもよく知るお気に入りの顧客であり、非常に高額の報酬を支払うことができた人物であったと考えられている。

## 作品
ティツィアーノはゼウスが黄金の雨となって王女ダナエの前に顕現する瞬間を描いている。ダナエは背後のクッションに背中を預けながらベッドの上に横たわっており、恍惚とした表情で見上げている。右の手首には金製のブレスレットをはめ、耳にはティアドロップの形のイヤリングをつけている。画面上では雷光をともなう黒雲が沸き立ち、金貨で表現された黄金の雨が降り注いでいる。画面右では年老いた乳母が両手でエプロンを広げ、降り注ぐ金貨を受け止めている。画面左下では1匹の小型犬が身体を丸めて眠っている。

### 図像的発展
カポディモンテ美術館のバージョンと本作品を比較するといくつかの変化が見られる。カポディモンテ美術館のバージョンでは、その裸体表現は彫塑的であり、ミケランジェロ・ブオナローティに由来するモチーフの影響が顕著である。ジョルジョ・ヴァザーリによると、ミケランジェロ自身はローマに滞在していたティツィアーノを訪れた際に本作品を見て称賛したが、卓越した色彩と描法に対し、デッサンについて知らないことを嘆いた。しかし本作品ではミケランジェロのモチーフは本来のティツィアーノの様式に溶け込んでおり、黒雲によってゼウスの到来を劇的に表現することにより、色彩と明暗のコントラストが強化されている。またカポディモンテ美術館のバージョンでは、画面右に愛の神キューピッドが配置されていたが、《ポエジア》のバージョン以降はキューピッドの代わりに年老いた乳母を登場させている。乳母はすでにフランチェスコ・プリマティッチオがフォンテーヌブロー宮殿のフレスコ画で描いた作品（1530年ごろ）に登場する要素であるが、これによりダナエを引き立てるとともに、若者と老人、美と忠誠心、裸婦像と服を着た女性像といった一連の洗練された対置を生み出し、画面の内容と象徴性を豊かにしている。
ティツィアーノは非常に官能的な作品を求めた顧客の要望に応えるために本作品を制作したと考えられている。実際にプラド美術館のバージョンは、ダナエの官能的な肢体と、その下半身を覆う白い布を欠いていること、ダナエの恍惚とした表情、歯を見せるためにわずかに開いた唇、ゼウスの接触を容易にするために自らの左手で太股を開く仕草など、官能性においてカポディモンテ美術館のバージョンや他の工房の複製を凌駕している。この文脈においては、小型犬の存在さえも欲望の暗示と見なしうる。加えて比較的「機械的」な美術史美術館やエルミタージュ美術館のバージョンに比べて並外れた品質は、本作品の発注が特別なものであったことを示している。

### 制作年代
本作品はもともと《ポエジア》の1点の考えられていたため、制作年代も1550年代初頭と考えられていた。しかしその描法は1550年代初頭に制作されたと考えるにはあまりに大雑把であるため、現在は1560年から1565年ごろと考えられている。実際、ティツィアーノは本作品をキャンバスの織り目が見えるほど薄めた絵具を用い、短く途切れた筆運びで描いたが、同じ特徴は同じくプラド美術館に所蔵されている『自画像』（L'Autoritratto）や『ティテュオス』（Tizio）といった同時期の作品でも確認できる。

## 来歴
初期の来歴については不明であり、その後の来歴も大部分が推論に基づいているが、おおよそ次のようなものであったと考えられている。17世紀前半に国王フェリペ4世のために本作品をイタリアで購入し、スペインに持ち込んだのは、当時スペイン王室の宮廷画家であったディエゴ・ベラスケスである。購入したのはおそらく最初のイタリア旅行（1629年から1631年）のときであった。ただし、それは1629年のヴェネツィア滞在時ではなかったようである。
1629年以前にヴェネツィアで記録が残っているティツィアーノの『ダナエ』は、1606年1月に作成されたフランドル商人カルロ・ヘルマン（Carlo Helman）の遺産目録に記載された「ティツィアーノの手による黄金の雨の中のユピテルの絵画」（quadro con Giove in pioggia d´oro di mano di Titiano）しか知られていない。美術史家ステファニア・マゾン（Stefania Mason）は、この作品を、ヴェネツィアで活動したもう1人のフランドル商人フランチェスコ・フェリンス（Francesco Vrins）の1604年5月13日の目録に記載された、作者不明の「黄金の雨の中のユピテルをともなう絵画」（quadro con Giove in pioggia d'oro）と同一視している。いずれにせよ、バロック期の伝記作家カルロ・リドルフィは、ヴェネツィアにあったティツィアーノ作の『ダナエ』について言及していないため、カルロ・ヘルマンが所有した作品はおそらくその後時を経ずしてヴェネツィアを去ったと考えられる。その後、この絵画はジェノヴァの美術収集家ジョヴァンニ・カルロ・ドリアの手に渡り、1621年に「ティツィアーノの黄金の雨」（Una piogia doro del Titiano）として記録された可能性がある。
ドリアの作品は1625年の所有者の死去以降、一族の目録に登場しない。このことから、プラド美術館の『ダナエ』はかつてドリアが所有し、ベラスケスが1629年の秋にジェノヴァを訪れた際に購入したのではないかと指摘されている。興味深いことに、ベラスケスは帰国後の1634年に、フェリペ4世の秘書官ヘロニモ・デ・ビジャヌエバにブエン・レティーロ宮殿の18枚の絵画を1000ドゥカートで払下げており、その中に「ティツィアーノのダナエ」（ la Dánae de Tiziano）と呼ばれる作品もあった。
その後、絵画は再度スペイン王室のコレクションに加わったようである。1747年と1772年にマドリードの新王宮、1794年にカーサ・デ・レベク（Casa de Rebeque）、1827年に王立サン・フェルナンド美術アカデミーで記録されている。

## ギャラリー

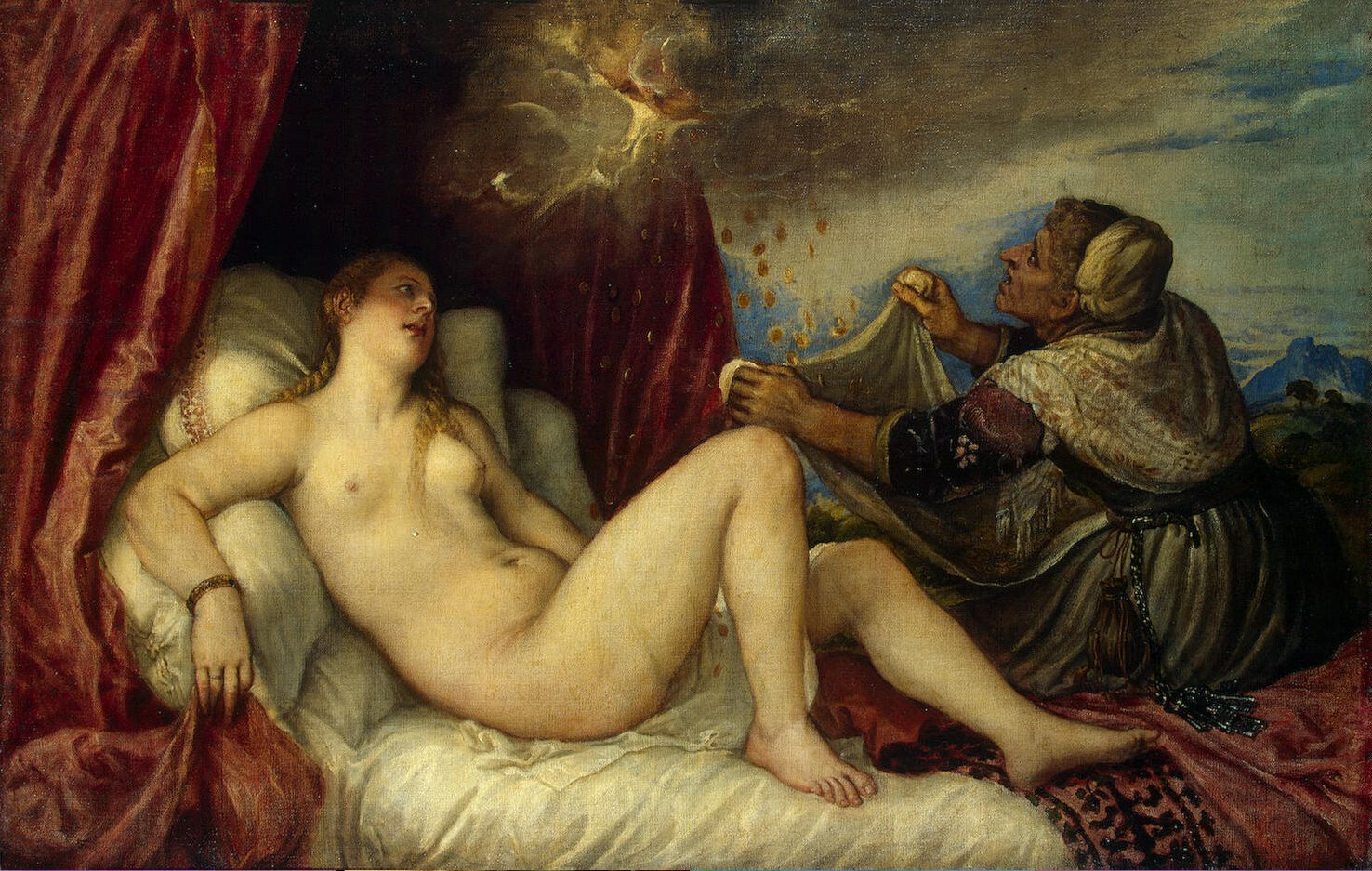
ティツィアーノ『ダナエ』1553年-1554年ごろ エルミタージュ美術館所蔵
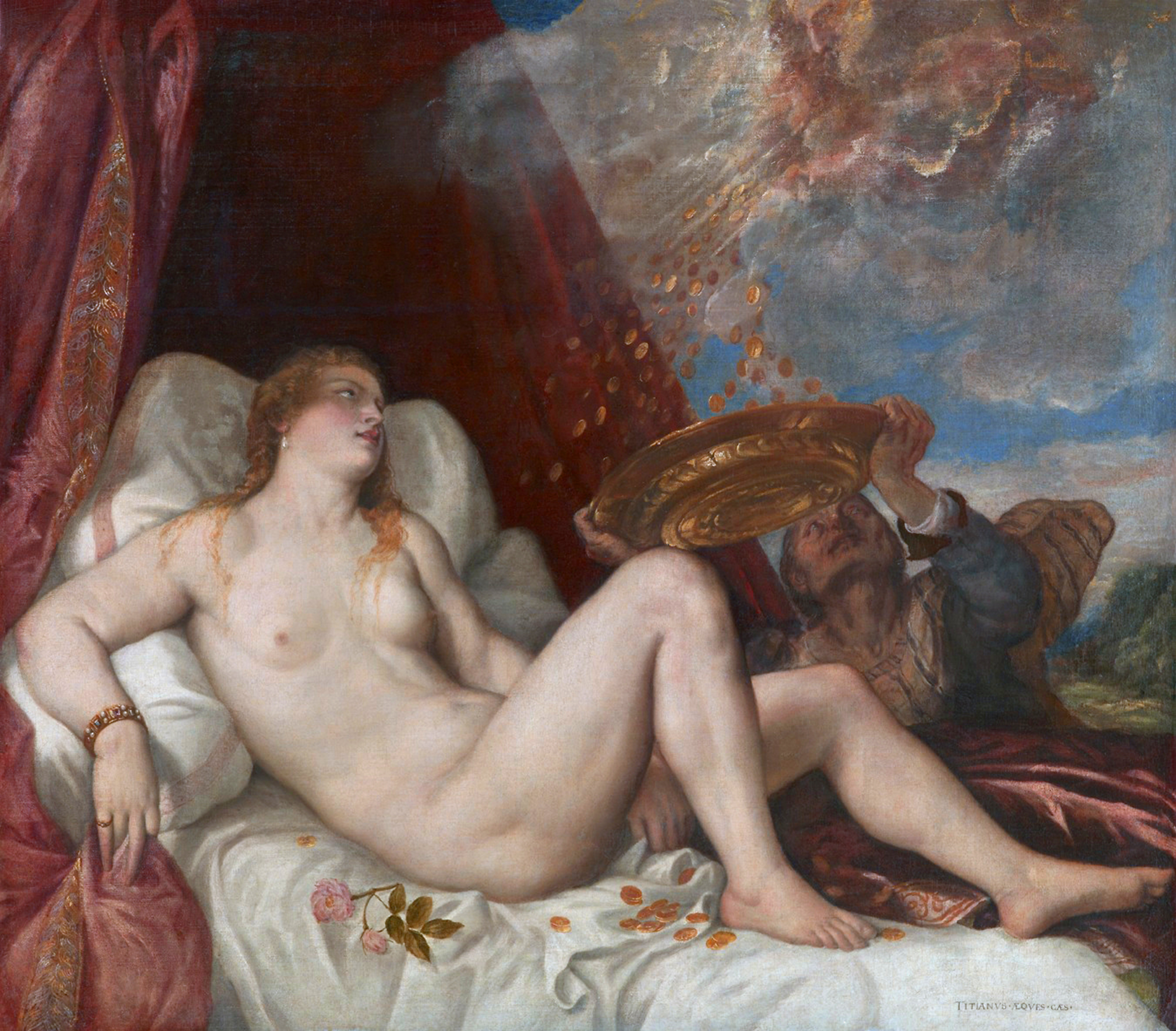
ティツィアーノと工房『ダナエ』1554年ごろ 美術史美術館所蔵